# Falkon (Browser)
Falkon (ehemals QupZilla) ist ein freier Webbrowser, der ab Version 2.0.0 auf Chromium basiert und unter der GPL lizenziert ist.

## Features
Man kann Screenshots von der gesamten Seite anfertigen und Opera-like „Speed Dial“-Homepage nutzen. Falkon ermöglicht die nahtlose Integration in die Desktop-Umgebung, indem es die Symbole und Stile des aktuellen Desktopthemas nutzt. Außerdem enthält Falkon von Haus aus einen Adblocker.
Es existiert auch eine native, portable Variante für Windows, die auf der Website angeboten wird.

## Geschichte
Das Projekt wurde im Rahmen eines Forschungsprojekts im Jahr 2010 gestartet. Die erste Vorabversion in Python (mit PyQt-Bibliothek) geschrieben, war bereits im Dezember 2010 fertig. 2011 wurde der Quellcode in C++ umgeschrieben, um einen portablen Webbrowser mit nahtloser Integration von Look and Feel unter Windows- und Unix-Desktop-Umgebungen zu bekommen.
Anfang August 2017 wurde entschieden, QupZilla in Falkon umzubenennen. Gleichzeitig wechselte man unter das Dach von KDE.